# Kapustňák jihoamerický
Kapustňák jihoamerický (Trichechus inunguis) je velký vodní savec z řádu sirén. Žije v povodí Amazonky, jako jediný druh sirén je vázán výhradně na sladkovodní prostředí. Zdržuje se v mělkých pobřežních vodách a živí se pouze rostlinnou stravou, jejíž základ tvoří tokozelka vodní hyacint; denně zkonzumuje až osm procent své váhy.

## Popis
Kapustňák jihoamerický má zavalité válcovité tělo, šedě zbarvená kůže je holá, jen okolo úst se nacházejí hmatové vousy. Je nejmenším druhem kapustňáků, měří okolo 2,5 metru a váží zhruba 300 kg (rekordním exemplářem byla samice žijící v zajetí, která dosáhla 379,5 kg). Pohybuje se pomocí předních končetin přeměněných na ploutve (na rozdíl od ostatních kapustňáků na nich nemá nehty), zadní končetiny nemá, ocasní ploutev je okrouhlá. Charakteristickým znakem kapustňáků je relativně těžká kostra, která jim usnadňuje pobyt pod vodou, a stoličky seřazené za sebou, které se po opotřebování předních zubů posunují dopředu. Živočich obývá kalné vody, proto má velmi slabý zrak. Prospí až polovinu dne, jedna mozková hemisféra však vždy zůstává aktivní, aby se kapustňák mohl vynořit na hladinu nadechnout. Březost trvá dvanáct až čtrnáct měsíců, mládě se rodí asi metr dlouhé a váží deset až patnáct kilogramů. Pohlavní dospělosti dosahuje zhruba ve třech letech. Kapustňák jihoamerický se může dožít až třiceti let.
V roce 1977 odhadla Sandra L. Husarová celkový počet příslušníků druhu na deset tisíc. Předpokládá se, že počet se od té doby mírně snížil v důsledku lovu na maso i těžby ropy.
Ve starší literatuře se objevuje tvrzení, že kapustňák jihoamerický obývá také řeku Orinoko. Současní vědci to vylučují a případná pozorování vysvětlují záměnou s kapustňákem širokonosým.
Marc van Roosmalen objevil v řece Aripuanã nový druh, který nazval Trichechus pygmaeus. Odborná veřejnost však tento taxon odmítá uznat a popsané exempláře označuje za nedorostlé kapustňáky jihoamerické.